# Rancho de Tepetzingo
Rancho de Tepetzingo är en ort i Mexiko.   Den ligger i kommunen Tlapanalá och delstaten Puebla, i den sydöstra delen av landet, 110 km sydost om huvudstaden Mexico City. Rancho de Tepetzingo ligger 1 429 meter över havet och antalet invånare är 403.
Terrängen runt Rancho de Tepetzingo är platt åt nordväst, men åt sydost är den kuperad. Runt Rancho de Tepetzingo är det ganska tätbefolkat, med 104 invånare per kvadratkilometer. Närmaste större samhälle är Izúcar de Matamoros, 10,6 km söder om Rancho de Tepetzingo. Omgivningarna runt Rancho de Tepetzingo är en mosaik av jordbruksmark och naturlig växtlighet.